# Hjärtklaff

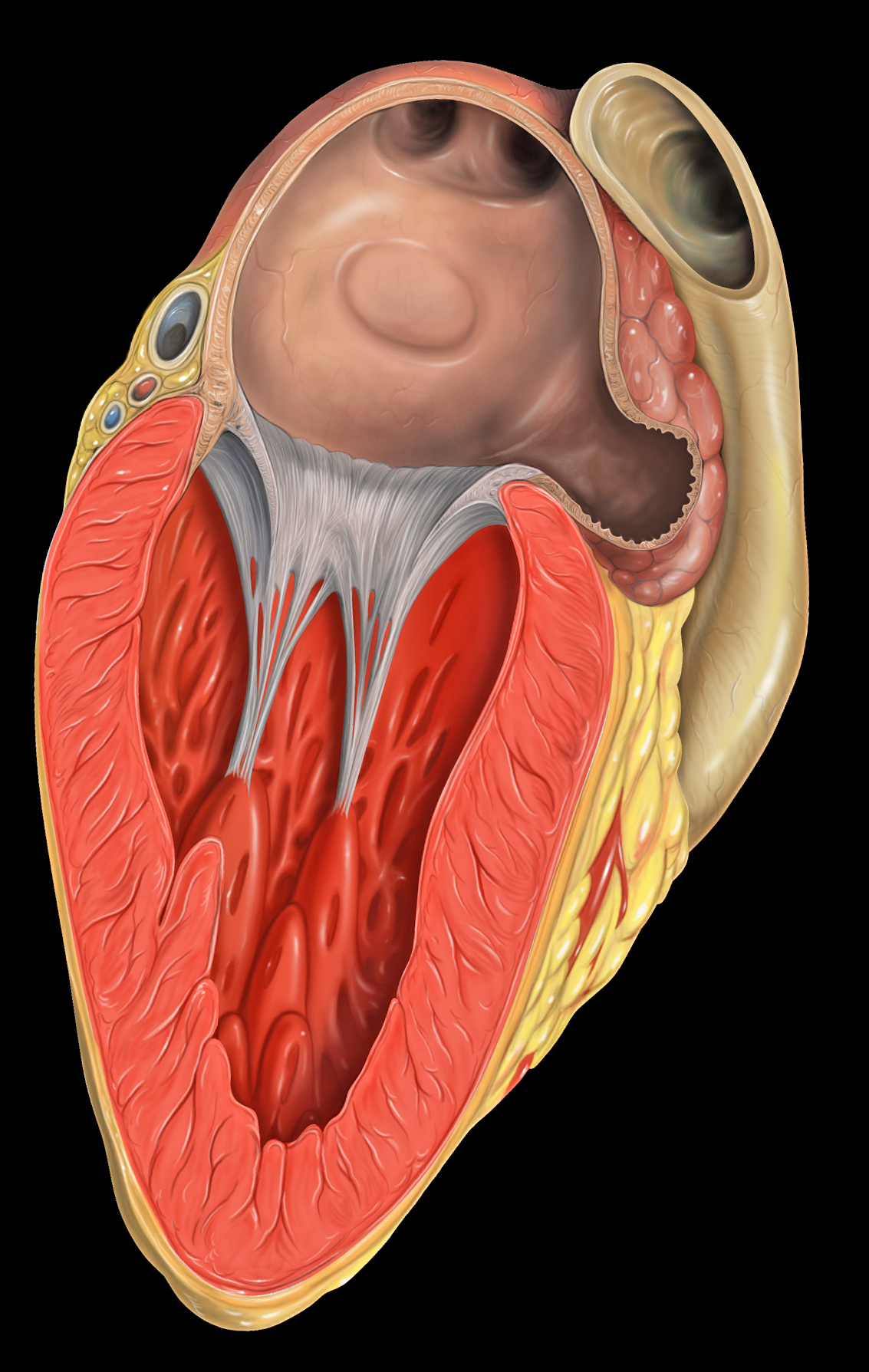
Genomskärning av hjärtat som visar mitralisklaffen mellan vänster förmak, överst, och kammare.

Hjärtklaffar möjliggör styrning av blodet åt rätt håll i hjärtrummen. Mellan förmaken och kamrarna finns segelklaffarna (atrioventrikulärklaffar), och mellan kamrarna och artärerna sitter fickklaffarna (semilunarklaffar). Klaffarna kan bara öppnas i en riktning och när blodströmmen vänder stängs de automatiskt.
De två fickklaffarna är aortaklaffen som förenar vänster kammare med aorta, samt pulmonalisklaffen som förenar höger kammare med den gemensamma lungartären. Fickklaffarna öppnas då trycket i kamrarna överstiger trycket i utflödesartärerna, dvs. i systole när hjärtväggen kontraherar, och stängs då tryckskillnaden utjämnats, dvs. i början av diastole.
Klaffarna mellan förmaken och kamrarna kallas för segelklaffarna. Dessa är trikuspidalisklaffen i höger hjärthalva och mitralisklaffen (bikuspidalisklaffen) i vänster hjärthalva. De består av segelliknande flikar, som sitter fästa vid hålets kanter. Segelklaffarna är öppna under diastole, då blod från förmaken fyller kamrarna. 
Klaffarnas stängning ger upphov till det karakteristiska "dunk-dunk"-ljudet som hörs när man lyssnar på ett hjärta med ett stetoskop.

## Typer
Det finns två sorters klaffar i hjärtat: fickklaffar och segelklaffar. 
- Fickklaffarna, eller semilunarklaffarna, finns mellan kammare och artärer. Fickklaffarna har fått sina namn efter de utbuktningar som ses i dess blad när de slagit igen. De består av tre blad vardera och förhindrar att blodet flödar tillbaka till hjärtat när det relaxerar. 
  - Pulmonalisklaffen – förenar höger kammare med gemensamma lungartären
  - Aortaklaffen – förenar vänster kammare med aorta.

- Segelklaffarna, eller atrioventrikulärklaffarna, finns mellan förmak och kammare. Segelklaffarna är anatomiskt annorlunda uppbyggda jämfört med fickklaffarna, och förutom att de är större så har de även en upphängning i hjärtats vägg (myokardium). Upphängningen sker genom trådar (chordae tendineae) som fäster i papillarmusklerna. När kammarväggen kontraheras kommer chordaetrådarna att sträckas och klaffen kommer därigenom klara av att stå emot ett högre tryck.
  - Trikuspidalisklaffen – sitter mellan höger förmak och höger kammare. Trikuspidalisklaffen har tre klaffblad (tricuspid).
  - Mitralisklaffen – sitter mellan vänster förmak och vänster kammare. Mitralisklaffen har fått sitt namn efter att de två klaffbladen (bicuspid) liknar påvens mössa (mitra).

## Klaffsjukdomar
De två vanligaste hjärtklaffssjukdomarna är mitralisinsufficiens, där mitralisklaffen inte håller tätt under systole utan tillåter regurgitation av blod från kammare till förmak, och aortastenos, som innebär en förträngning av aortaklaffen. Andra klaffsjukdomar är mitralisstenos och aortainsufficiens.